# اوساکن
اوساکن (به اسپانیایی: Usaquén) یک منطقهٔ مسکونی در کلمبیا است که در بوگوتا واقع شده‌است. اوساکن ۶۵٫۳۱ کیلومتر مربع مساحت و ۴۴۹٬۶۲۱ نفر جمعیت دارد و ۲٬۶۵۰ متر بالاتر از سطح دریا واقع شده‌است.